# Lenzelle Smith
Lenzelle LaJuan Smith Jr. (Zion, Illinois, 3 de octubre de 1991) es un baloncestista estadounidense que pertenece a la plantilla del KB Prizreni de la Superliga de Kosovo. Con 1,94 metros de estatura, juega en la posición de escolta.

## Trayectoria deportiva

### Universidad
Jugó cuatro temporadas con los Buckeyes de la Universidad Estatal de Ohio, en las que promedió 7,7 puntos, 4,2 rebotes y 1,5 asistencias por partido.

### Profesional
Tras no ser elegido en el Draft de la NBA de 2014, si lo fue en al Draft de la NBA D-League, en la tercera ronda, puesto 38, por los Erie BayHawks. Jugó una temporada, en la que promedió 7,3 puntos y 3,4 rebotes por partido.
En septiembre de 2015 fichó por el Basket Barcellona de la Legadue Gold, la segunda división del baloncesto italiano, donde jugó 19 partidos, en los que promedió 16,0 puntos y 6,7 rebotes,  hasta que en marzo de 2016 dejó el equipo para fichar por el Basket Recanati de la misma competición, donde acabó la temporada promediando 18,5 puntos y 4,5 rebotes por encuentro.
En agosto de 2016 fichó por el BC Körmend de la liga de Hungría.
En agosto de 2024 fichó por el KB Prizreni de la Superliga de Kosovo.